# 나바라트리
나바라트리는 힌두교에서 최고의 여신인 아디 파라샤크티의 한 측면으로 간주되는 두르가 여신을 기리기 위해 매년 열리는 힌두교 축제이다. 그것은 9박(그리고 10일)에 걸쳐 있으며, 처음에는 차이트라(양력 3월/4월)에, 그리고 다시 아슈빈(9월-10월)에 걸쳐 있다. 그것은 다른 이유로 기념되고 힌두교 인도 문화권의 여러 부분에서 다르게 기념된다. 이론적으로, 4개의 계절적인 나바라트리가 있다. 그러나, 보통 나바라트리라고 하면 샤라다 나바라트리라고 불리는 몬순 이후의 가을 축제를 가리킨다. 2개의 굽타 나바라트리 또는 "비밀의 나바라트리"도 있는데, 하나는 마가 달의 슈클라 파크샤 프라티파다(마가 굽타 나바라트리)에서 시작하고 다른 하나는 제시 달의 슈클라 파크샤 프라티파다에서 시작한다.

### 인용주
1. ↑  나브라트리, 나우라트리, 나바라트라, 나브라탐, 나우라탐, 나우랏테로도 발음됨

### 참조주
1. 1 2  Encyclopedia Britannica 2015.
2. ↑  James G. Lochtefeld 2002, 468–469쪽.
3. ↑  Fuller, Christopher John (2004). 《The Camphor Flame: Popular Hinduism and Society in India》. Princeton University Press. 108–109쪽. ISBN 978-0-69112-04-85. 2017년 2월 22일에 원본 문서에서 보존된 문서. 2017년 2월 22일에 확인함.